# La Mongie
La Mongie es una gran estación de deportes de invierno del Pirineo francés. Está ubicada en el departamento de Altos Pirineos, en la región de Occitania.
Forma parte del Dominio esquiable del Tourmalet, ubicado sobre los municipios de Campan, Bagnères-de-Bigorre y Barèges. Ubicada al pie del Pic du Midi de Bigorre, este conjunto ofrece el mayor espacio esquiable del lado francés del Pirineo, con 69 pistas balizadas y 43 remontes mecánicos.
El dominio se extiende entre los 1400 y 2500 metros de altitud, a ambos lados del Col del Tourmalet: Barèges ocupa la vertiente oeste, y La Mongie ocupa la vertiente este. La conexión entre ambos dominios esquiables es efectiva desde 1973.

## Historia

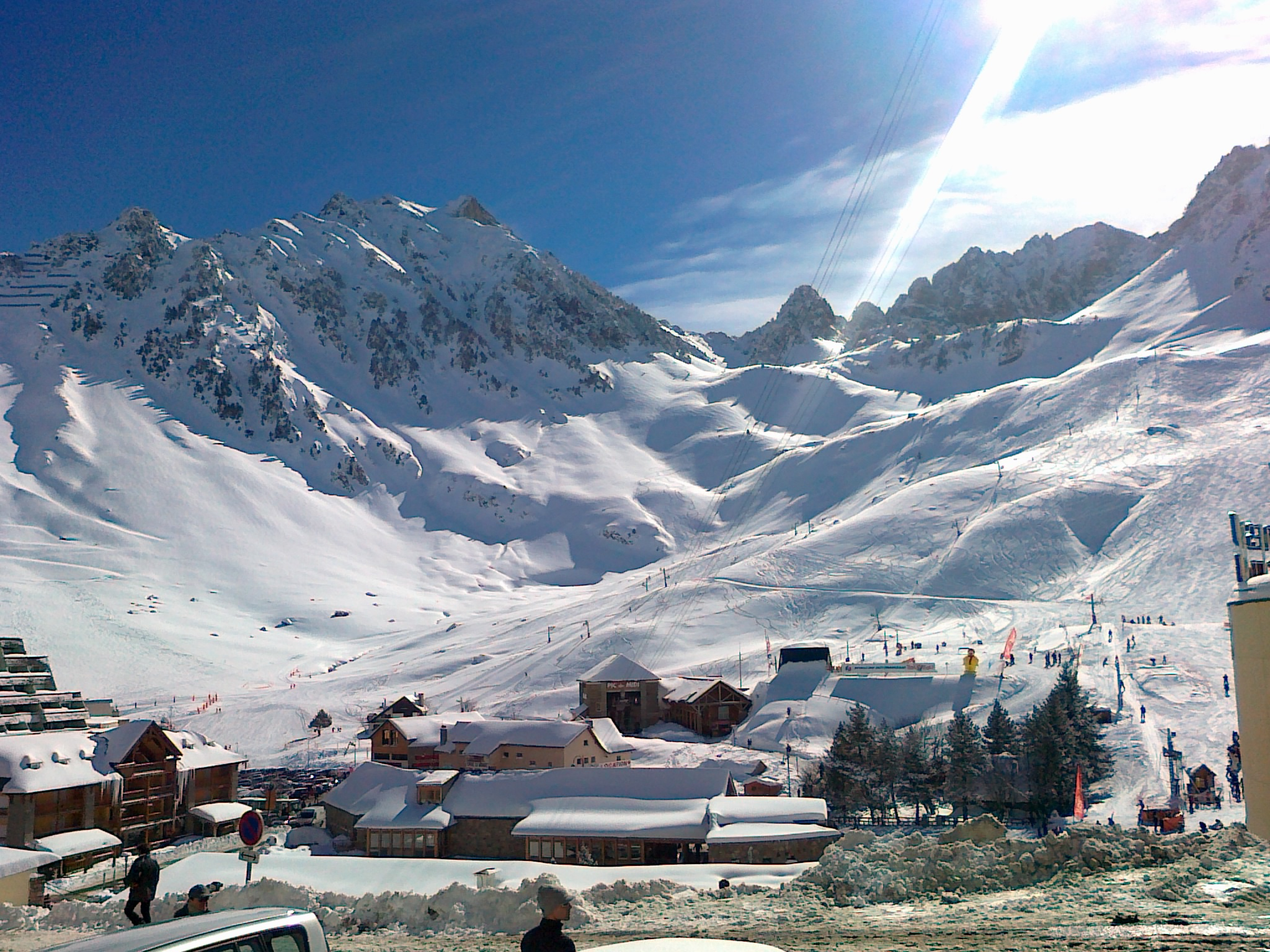
Imagen a pie de pista.

El nombre proviene del occitano gascón mongiá (lugar de residencia de los frailes), lo que atestigua la presencia de monjes retirados durante la Edad Media en estas montañas. Al principio del siglo XX, solo existían algunas cabañas de pastores. El esquí comenzó tímidamente hacia 1921.
El primer remonte mecánico de La Mongie fue el telesquí del «Pain de Sucre», resultado de un largo proyecto, iniciado antes la Segunda Guerra Mundial por Pierre Lamy de la Chapelle (1894-1944) y por los miembros del Círculo de los deportes de Bigorre. Se terminó de construir en 1945, con el apoyo de Bernard Lamy de la Chapelle, hermano de Pierre (muerto en 1944). 
El otro acontecimiento de entidad para el desarrollo de la estación fue la decisión de conectar el observatorio del pic du Midi, que existía desde el siglo XIX, mediante un teleférico en dos tramos, el primero de los cuales, desde La Mongie hasta el Taoulet sería accesible a los esquiadores, gracias al empeño de Pierre Lamy de la Chapelle. La obra duró de 1945 a 1953 y permitió equipar la estación de una acometida eléctrica y de agua corriente. 
En 1951 Albert Bidabé hace instalar el remonte de «La Carriere» en el lugar donde se estaban extrayendo materiales de construcción.
En 1953 Jean-Louis Dabat prosigue la iniciativa del Péne-Blanque y entre 1953 y 1955, la SELAM hace construir los «Petits Sapins». 
A partir de esta época la ampliación y la mejora de la equipación de la estación fueron constantes. 
La unión con Barèges por el col del Tourmalet se completó en 1973.

## Lugares y monumentos

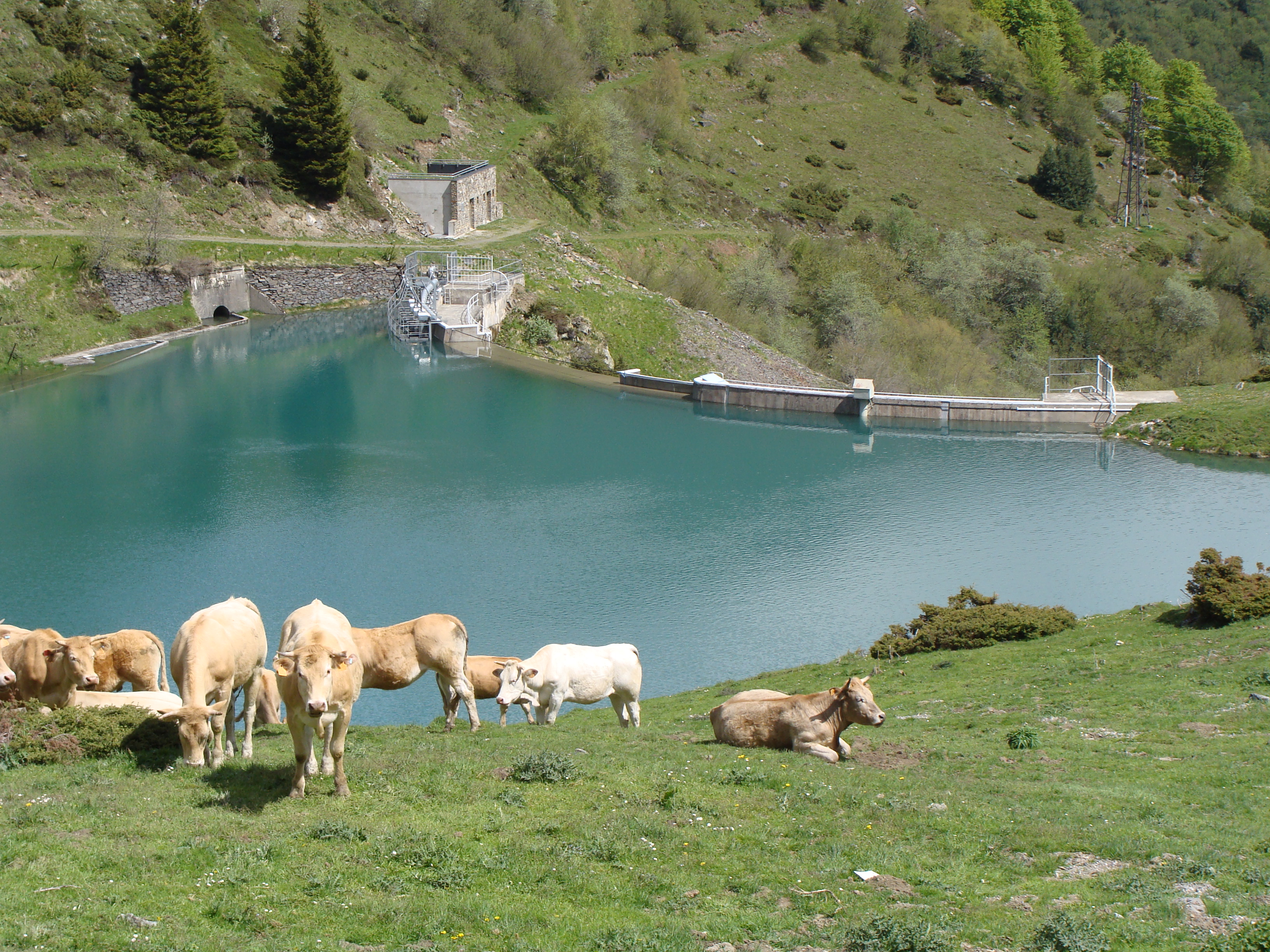
Capilla de Notre-Dame de La Mongie construida en 1954.
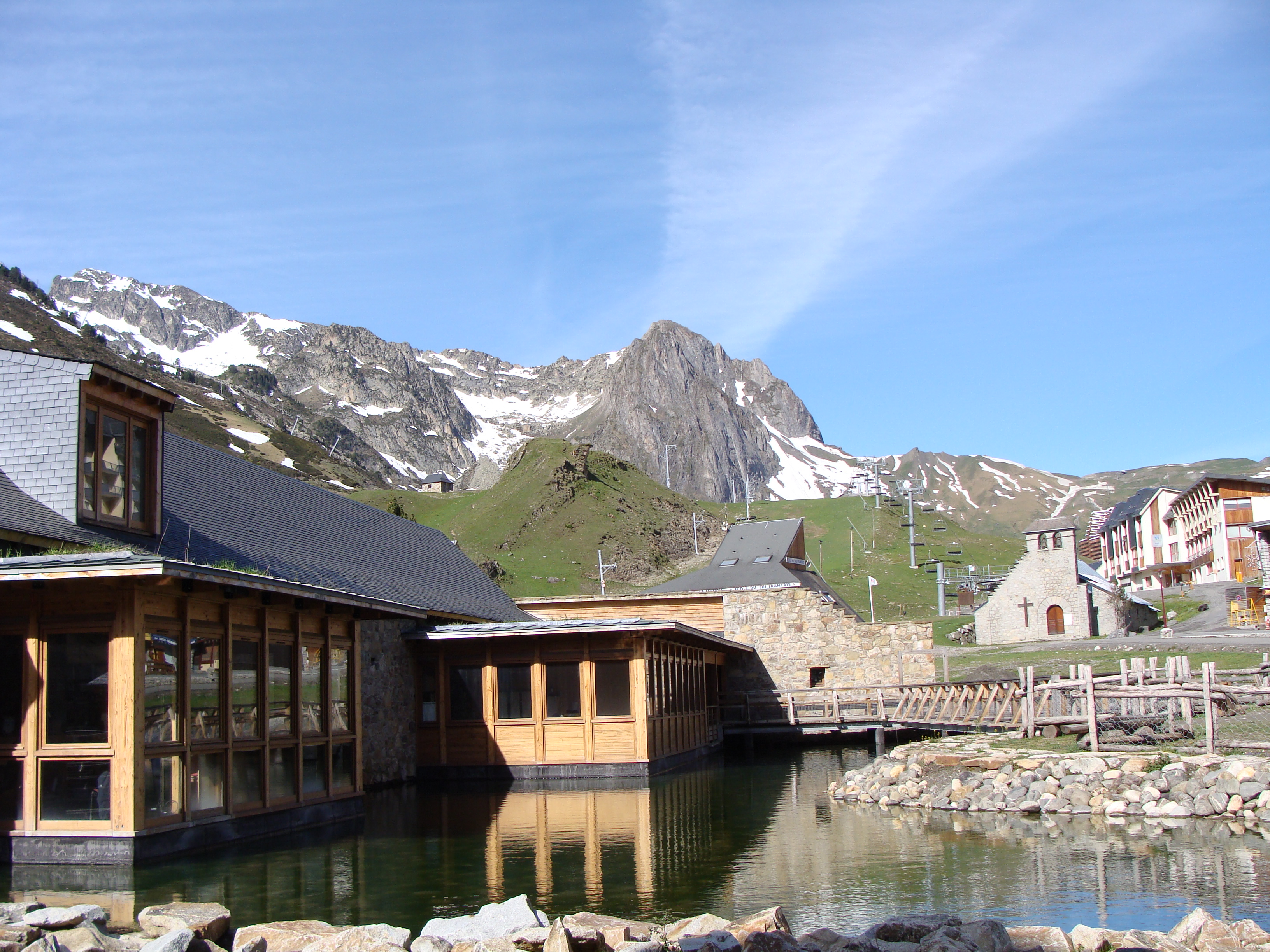
La iglesia y la oficina de turismo
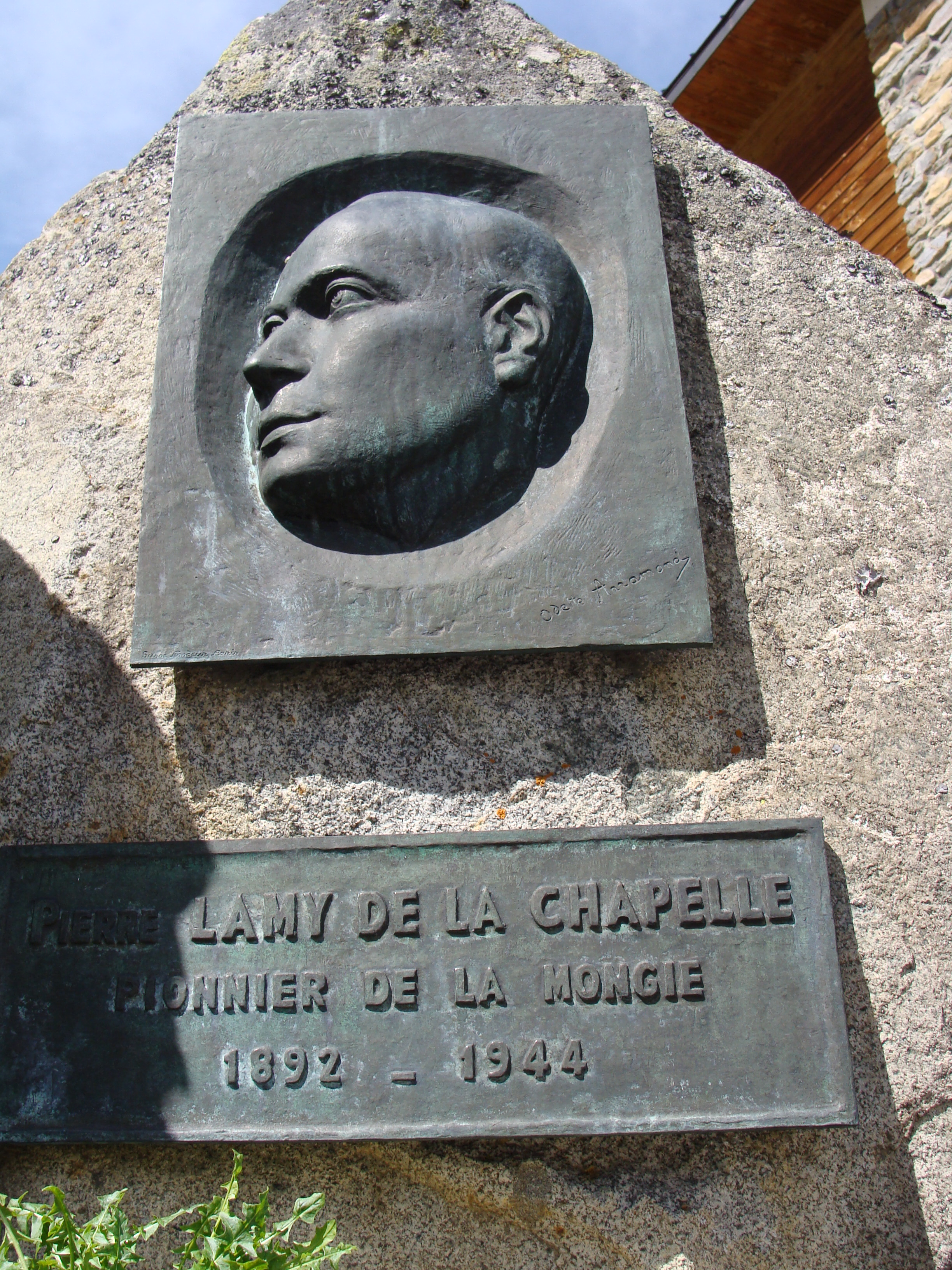
Monumento a Pierre Lamy de la Chapelle

- Embalse de Castillon (La Mongie)

- Embalse de Castillon (La Mongie)
- La iglesia y la oficina de turismo
- Monumento a Pierre Lamy de la Chapelle

## Deportes

### Esquí
La estación acogió una prueba de eslalon durante la Copa del Mundo de Esquí Alpino de 1985.

### Ciclismo
La estación ha visto pasar numerosas pruebas de ciclismo aficionado o profesional, en particular el Tour de Francia. Es uno de los puntos desde los que se inicia la ascensión al mítico Col du Tourmalet. Concretamente, La Mongie presenció la llegada de las siguientes etapas del Tour de Francia:
- 2004  Ivan Basso
- 2002  Lance Armstrong
- 1974  Jean-Pierre Danguillaume
- 1970  Bernard Thévenet